# Chelan (Washington)
Chelan é uma cidade localizada no estado norte-americano de Washington, no Condado de Chelan.

## Demografia
Segundo o censo norte-americano de 2000, a sua população era de 3522 habitantes.
Em 2006, foi estimada uma população de 3844, um aumento de 322 (9.1%).

## Geografia
De acordo com o United States Census Bureau tem uma área de
10,1 km², dos quais 9,8 km² cobertos por terra e 0,3 km² cobertos por água. Chelan localiza-se a aproximadamente 223 m acima do nível do mar.

## Localidades na vizinhança
O diagrama seguinte representa as localidades num raio de 32 km ao redor de Chelan.